# Nagada III
A Nagada III („szemainen”) periódus az ókori Egyiptom predinasztikus korának utolsó szakasza, a Nagada kultúra harmadik fázisa. Körülbelül i. e. 3200-tól i. e. 3000-ig terjed. Egyre gyakrabban nevezik „protodinasztikus” kornak, elkülönítve a megelőző koroktól, vagy 0. dinasztiának, mivel ma már bizonyos, Egyiptomban ebben az időszakban már államszervezet létezett, és megjelent az írás, mint a történetiség alapja.